# Фотосинтетически активная радиация
Фотосинтетически активная радиация, или, сокращённо, ФАР — часть доходящей до биоценозов солнечной радиации в диапазоне от 400 до 700 нм, используемая растениями для фотосинтеза. Этот участок спектра более или менее соответствует области видимого излучения. Фотоны с более короткой длиной волны несут слишком много энергии, поэтому могут повредить клетки, но они по большей части отфильтровываются озоновым слоем в стратосфере. Кванты с большими длинами волн несут недостаточно энергии и поэтому не используются для фотосинтеза большинством организмов.
Некоторые организмы, такие как цианобактерии, пурпурные бактерии и гелиобактерии всё же могут использовать энергию света с большей длиной волны, чем 700 нм (ближняя инфракрасная область). Эти бактерии обитают в местах с пониженной освещённостью: на дне застойных прудов, в осадках или океанских глубинах. Благодаря своим пигментам они образуют разноцветные бактериальные маты зелёного, красного и пурпурного цвета.

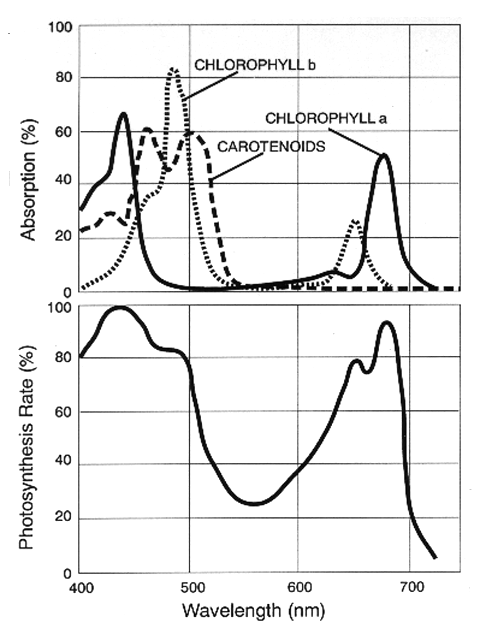
Спектр действия ФАР в сравнении со спектрами поглощения хлорофилла а, хлорофилла b и каротиноидов.

Самый многочисленный пигмент — хлорофилл — наиболее эффективно поглощает красный и синий свет. Вспомогательные пигменты такие как каротиноиды и ксантофиллы поглощают некоторое количество зелёного и синего цвета и передают его в реакционный центр фотосинтеза, однако большая часть зелёного цвета отражается и придает листьям их характерный цвет.B
Измерения ФАР используются в сельском хозяйстве, лесоводстве и океанографии. Одно из требований к продуктивному участку земли — адекватное значения ФАР, то есть этот параметр можно использовать для оценки потенциальной производительности участка. Сенсоры ФАР, расположенные на разных уровнях под навесом леса позволяют измерить доступную для утилизации экосистемой ФАР. Измерения этого параметра также используются для определения эвтрофической зоны океана. Для оценки применяется интеграл дневного освещения — количество фотосинтетически активной радиации, которую растение получает в течение дня.

## Единицы измерения
| Единица измерения                                                                      | Определение                                                                                    |
| -------------------------------------------------------------------------------------- | ---------------------------------------------------------------------------------------------- |
| Поток фотосинтетических фотонов (Photosynthetic Photon Flux - PPF)                     | Поток фотосинтетических фотонов (PPF) микромолей в секунду (мкмоль·с−1)                        |
| Плотность потока фотосинтетических фотонов (Photosynthetic Photon Flux Density - PPFD) | Поток фотосинтетических фотонов (PPF) микромолей на квадратный метр в секунду (мкмоль·м−2·с−1) |
| Выход потока фотонов (Yield Photon Flux - YPF)                                         | Выход потока фотонов (YPF) микромолей в секунду (мкмоль·с−1)                                   |
| Выходная плотность потока фотонов (Yield Photon Flux Density - YPFD)                   | Выход потока фотонов (YPF) микромолей на квадратный метр в секунду (мкмоль·м−2·с−1)            |

Обычно ФАР измеряется в мкмоль фотонов м−2с−1, что обозначают как плотность фотосинтетического фотонного потока англ. photosynthetic photon flux density, PPFD. Фотосинтетический фотонный поток — суммарное число фотонов, излучаемых в секунду в диапазоне длин волн от 400 до 700 нм (мкмоль/с). Иногда эту величину выражают в эйнштейнах, то есть, мкЭ м−2 с−1, хотя эта единица не является стандартной и её использование часто неоднозначно. ФАР можно выражать в единицах энергии (интенсивность излучения, Ватт/м2); это актуально при рассмотрении баланса энергии фотосинтезирующих организмов, но, поскольку фотосинтез является квантовым процессом, то в физиологии растений ФАР чаще всего выражают в единицах PPFD. Формула для расчета:
{\displaystyle F_{\mathrm {photon} }={\int _{\lambda _{1}}^{\lambda _{2}}F_{\mathrm {e,\lambda } }(\lambda )\,{\frac {\lambda }{hcN_{A}}}\,d\lambda }},
Коэффициенты перевода из ФАР в энергетических единицах в ФАР в молях фотонов зависят от спектра излучения источника света (см. эффективность фотосинтеза). В нижележащей таблице приведены коэффициенты перевода из Ваттов в фотоны спектра абсолютно чёрного тела, усечённого до диапазона 400—700 нм. В ней также приведены единицы измерения световой отдачи для каждого из источников света, а также той части спектра абсолютно чёрного тела, которая соответствует ФАР.
| T (K)                                                                  | η_v (лм/Вт*) | η_фотоны (мкмоль/Дж* или мкмоль с−1Вт*−1) | η_фотоны (моль в день−1 Вт*−1) | η_ФАР (Вт*/Вт) |
| ---------------------------------------------------------------------- | ------------ | ----------------------------------------- | ------------------------------ | -------------- |
| 3000 (тёплый белый)                                                    | 269          | 4,98                                      | 0,43                           | 0,0809         |
| 4000                                                                   | 277          | 4,78                                      | 0,413                          | 0,208          |
| 5800 (дневной)                                                         | 265          | 4,56                                      | 0,394                          | 0,368          |
| Примечание: Вт* и Дж* соответствуют ваттам и джоулям ФАР (400—700 нм). |              |                                           |                                |                |

Например, источник света в 1000 люмен при температуре 5800 K будет излучать приблизительно 1000/265 = 3,8 Вт ФАР, что эквивалентно 3,8*4,56 = 17,3 мкмоль/с. Для абсолютно чёрного источника света при 5800 K, каковым приблизительно является солнце, в виде ФАР излучается 0,368 от его общего излучения. Для искусственных источников света, которые обычно не обладают спектром абсолютно чёрного тела, эти коэффициенты перевода являются приблизительными.
Значения в таблице рассчитаны как
{\displaystyle \eta _{v}(T)={\frac {\int _{\lambda _{1}}^{\lambda _{2}}B(\lambda ,T)\,683\mathrm {~[lm/W]} \,y(\lambda )\,d\lambda }{\int _{\lambda _{1}}^{\lambda _{2}}B(\lambda ,T)\,d\lambda }}},
{\displaystyle \eta _{\mathrm {photon} }(T)={\frac {\int _{\lambda _{1}}^{\lambda _{2}}B(\lambda ,T)\,{\frac {\lambda }{hcN_{A}}}\,d\lambda }{\int _{\lambda _{1}}^{\lambda _{2}}B(\lambda ,T)\,d\lambda }}},
{\displaystyle \eta _{\mathrm {PAR} }(T)={\frac {\int _{\lambda _{1}}^{\lambda _{2}}B(\lambda ,T)\,d\lambda }{\int _{0}^{\infty }B(\lambda ,T)\,d\lambda }}},
где {\displaystyle B(\lambda ,T)} — спектр излучения чёрного тела в соответствии с формулой Планка, {\displaystyle y} — стандартная спектральная световая эффективность монохроматического излучения, {\displaystyle \lambda _{1},\lambda _{2}} обозначают длины волн диапазона ФАР (400 и 700 нм), a {\displaystyle N_{A}} — число Авогадро.

## Усваиваемый растением поток фотонов

Весовой коэффициент фотосинтеза. Кривая весового коэффициента фотонов позволяет перевести PPFD в YPF; кривая весового коэффициента энергии позволяет сделать то же самое для ФАР, выраженной в ваттах или джоулях.

Как уже упоминалось выше, значение ФАР не учитывает разницу между разными длинами волн в диапазоне 400—700 нм. Кроме того, используется приближение, что волны за пределами этого диапазона имеют нулевую фотосинтетическую активность. Если известен точный спектр излучения, то фотосинтетический фотонный поток в мкмоль/с можно модифицировать, используя весовые коэффициенты для каждой длины волны. Этот параметр, представляет собой ФАР, взвешенную в соответствии с эффективностью фотосинтеза по каждой длине волны. Он носит название «усваиваемый растением поток фотонов» англ. yield photon flux (YPF). Красная кривая на графике показывает, что фотоны с длиной волны около 610 нм (оранжево-красный) обладают максимальной фотосинтетической активностью в расчёте на один фотон, поскольку коротковолновые фотоны несут больше энергии на один фотон. А вот максимум фотосинтеза в расчёте на одну единицу энергии находится при большей длине волны, около 650 нм (тёмно-красный).
Существует типичное заблуждение относительно влияния качества света на рост растений, поскольку многие производители утверждают, что можно значительно улучшить показатели роста изменив спектральное распределение или иначе говоря соотношение цветов в падающем свете. Этот утверждение базируется на широко распространённой оценке влияния качества света на фотосинтез, полученного на основе кривой усваиваемого растением потока фотонов или YPF-кривой, в соответствии с которой оранжевые и красные фотоны с длиной волны 600—630 нм дают на 20—30 % больше фотосинтеза чем голубые и циановые фотоны с длиной волны 400—540 нм. Следует помнить, что кривая YPF была построена на основе коротких измерений фотосинтеза в одном листе при низком освещении. Некоторые более длительные исследования, в которых использовались цельные растения при сильном освещении, указывают на то, что, по-видимому, качество света значительно меньше влияет на рост растений, чем его количество.
В случае объединения световой среды человека и растения предпочтительным является свет, обеспечивающий не только потребности растения, но и зрительный комфорт человека, т. е. белый свет высокой цветопередачи. Светодиодный белый свет по эффективности в мкмоль/Дж не уступает светильникам ДНаТ 600—1000 Вт, используемых в промышленных теплицах, и незначительно уступает узкополосным светодиодным источникам. Существует упрощённый способ оценки ФАР для белого светодиодного света: световой поток 1000 Лм соответствует фотосинтетическому фотонному потоку PPF=15 мкмоль/с, а освещенность 1000 лк соответствует плотности фотосинтетического фотонного потока PPFD=15 мкмоль/с/м2.

## Внешние ссылки
- The Photosynthetic Process
- Comparison of Quantum (PAR) Sensors with Different Spectral Sensitivities
- What is PAR?